# Boris Kopeïkine
Boris Arkadiévitch Kopeïkine (en russe : Борис Аркадьевич Копейкин) est un footballeur international soviétique et entraîneur de football russe né le 27 mars 1946 à Tcheliabinsk.

## Biographie

### Carrière de joueur
Né et formé à Tcheliabinsk, Boris Kopeïkine intègre en 1958 les équipes de jeunes de l'équipe locale du Traktor avant de faire ses débuts professionnels sous les couleurs du Lokomotiv Tcheliabinsk (ru) en 1965, prenant alors part à la deuxième division soviétique. Transféré l'année suivante au SKA-Khabarovsk, il passe trois saisons sous ces couleurs, cumulant 75 matchs joués pour 17 buts marqués entre 1966 et 1968.
Kopeïkine rejoint en 1969 le CSKA Moscou avec qui il découvre la première division et se démarque notamment durant la saison 1970 en inscrivant 15 buts en 34 rencontres, terminant ainsi deuxième meilleur buteur du championnat tandis que le CSKA remporte la compétition. Il prend ensuite part l'année suivante à la campagne du club en Coupe des clubs champions durant laquelle il dispute quatre rencontres et marque deux buts contre Galatasaray et le Standard de Liège. Il se montre par la suite prolifique en championnat lors des saisons 1975 et de l'automne 1976 durant lesquelles il termine là encore vice-meilleur buteur. À l'issue de ses neuf saisons au club entre 1969 et 1977, Kopeïkine cumule 264 rencontres disputées pour 94 buts inscrits pour le club. Il met par la suite un terme à sa carrière à l'âge de 31 ans.

### Carrière internationale
Boris Kopeïkine est appelé au sein de la sélection soviétique par son entraîneur en club Valentin Nikolaïev au mois d'octobre 1970, disputant son premier match international le 28 octobre lors d'une rencontre amicale contre la Yougoslavie. Il est par la suite appelé à plusieurs reprises entre les années 1970 et 1972, disputant en tout six rencontres, la dernière étant un match amical contre l'Allemagne de l'Ouest le 26 mai 1972. Il joue également deux matchs et marque un but sous les couleurs de la sélection olympique contre l'Autriche en octobre et novembre 1971.

### Carrière d'entraîneur
Se reconvertissant comme entraîneur à l'issue de sa carrière de joueur, Kopeïkine officie dans un premier temps au sein du centre de formation du CSKA Moscou entre 1983 et 1987 avant de prendre la tête de la deuxième équipe du club, le CSKA-2, pour la saison 1988. Il devient par la suite entraîneur assistant de l'équipe première entre 1989 et 1992.
Après avoir entraîné brièvement le Metallourg Magnitogorsk en début d'année 1993, Kopeïkine fait son retour au CSKA où il prend la tête de l'équipe première au mois d'août 1993. Sous ses ordres, le club termine neuvième du championnat tandis qu'un mauvais début de saison 1994 amène à son départ au mois de juillet.
Par la suite, il n'entraîne plus que des équipes amateurs telles que le Presnia Moscou et le Tachir Kalouga entre 2002 et 2003 puis le Prialit Reoutov de 2009 à 2011.

## Statistiques de joueur
| Saison                | Club                        | Championnat           | Championnat | Championnat | Coupe(s) nationale(s) | Coupe(s) nationale(s) | Compétition(s) continentale(s) | Compétition(s) continentale(s) | Compétition(s) continentale(s) | Total | Total |
| Saison                | Club                        | Division              | M.          | B.          | M.                    | B.                    | Comp.                          | M.                             | B.                             | M.    | B.    |
| 1965                  | Lokomotiv Tcheliabinsk (ru) | D2                    | 28          | 5           | -                     | -                     | -                              | -                              | -                              | 28    | 5     |
| Sous-total            | Sous-total                  | Sous-total            | 28          | 5           | -                     | -                     | -                              | -                              | -                              | 28    | 5     |
| 1966                  | SKA-Khabarovsk              | D2                    | 22          | 5           | -                     | -                     | -                              | -                              | -                              | 22    | 5     |
| 1967                  | SKA-Khabarovsk              | D2                    | 16          | 3           | 2                     | 1                     | -                              | -                              | -                              | 18    | 4     |
| 1968                  | SKA-Khabarovsk              | D2                    | 34          | 8           | 1                     | 0                     | -                              | -                              | -                              | 35    | 8     |
| Sous-total            | Sous-total                  | Sous-total            | 72          | 16          | 3                     | 1                     | -                              | -                              | -                              | 75    | 17    |
| 1969                  | CSKA Moscou                 | D1                    | 24          | 5           | 5                     | 0                     | -                              | -                              | -                              | 29    | 5     |
| 1970                  | CSKA Moscou                 | D1                    | 34          | 15          | 4                     | 6                     | -                              | -                              | -                              | 38    | 21    |
| 1971                  | CSKA Moscou                 | D1                    | 21          | 8           | 4                     | 3                     | C1                             | 4                              | 2                              | 29    | 13    |
| 1972                  | CSKA Moscou                 | D1                    | 20          | 5           | 7                     | 3                     | -                              | -                              | -                              | 27    | 8     |
| 1973                  | CSKA Moscou                 | D1                    | 19          | 0           | 6                     | 1                     | -                              | -                              | -                              | 25    | 1     |
| 1974                  | CSKA Moscou                 | D1                    | 17          | 4           | 3                     | 2                     | -                              | -                              | -                              | 20    | 6     |
| 1975                  | CSKA Moscou                 | D1                    | 29          | 13          | 4                     | 4                     | -                              | -                              | -                              | 33    | 17    |
| 1976                  | CSKA Moscou                 | D1                    | 30          | 14          | 2                     | 1                     | -                              | -                              | -                              | 32    | 15    |
| 1977                  | CSKA Moscou                 | D1                    | 29          | 7           | 2                     | 1                     | -                              | -                              | -                              | 31    | 8     |
| Sous-total            | Sous-total                  | Sous-total            | 223         | 71          | 37                    | 21                    | -                              | 4                              | 2                              | 264   | 94    |
| Total sur la carrière | Total sur la carrière       | Total sur la carrière | 323         | 92          | 40                    | 22                    | -                              | 4                              | 2                              | 367   | 116   |

## Palmarès de joueur
CSKA Moscou
- Championnat d'Union soviétique (1) :
  - Champion : 1970.